# جوزيف أوكونور (كاتب)
جوزيف أوكونور (بالإنجليزية: Joseph O'Connor)‏ هو كاتب وكاتب مسرحي وكاتب سيناريو وصحفي أيرلندي، ولد في 20 سبتمبر 1963 في دبلن في جمهورية أيرلندا.

## وصلات خارجية
- جوزيف أوكونور على موقع IMDb (الإنجليزية)
- جوزيف أوكونور على موقع مونزينجر (الألمانية)
- جوزيف أوكونور على موقع ميوزك برينز (الإنجليزية)
- جوزيف أوكونور على موقع ديسكوغز (الإنجليزية)